# Parosničkovití
Parosničkovití (Microhylidae) je čeleď žab, kterou popsal Albert Günther roku 1858. Jejich poslední společný předek žil před asi 116 miliony lety na prakontinentu Gondwana.

## Výskyt
Parosničkovití se vyskytují v Austrálii, Severní i Jižní Americe, Africe (včetně Madagaskaru), východní Indii, jihovýchodní Asii, na Srí Lance a ostrově Nová Guinea. Obyčejně obývají tropické či subtropické oblasti, některé druhy lze najít i v oblastech vyprahlých či v netropických oblastech. Areál výskytu jednotlivých podčeledí zahrnuje:
- Hoplophryninae (Afrika)
- Scaphiophryninae (Madagaskar)
- Dyscophinae (Madagaskar)
- Microhylinae (jihovýchodní Asie, východní a jižní Asie)
- Asterophryinae (Austrálie, Nová Guinea)
- Phrynomerinae (Afrika)
- Kalophryninae (jihovýchodní Asie)
- Otophyninae (Jižní Amerika)
- Cophylinae (Madagaskar)
- Gastrophryninae (Nový svět)
- Melanobatrachinae (jižní Asie)
- Chaperininae (jihovýchodní Asie)
- Adelastinae (Jižní Amerika)

## Popis a chování
Parosničkovití je čeleď malých žab, jejíž členové obyčejně měří pod 15 mm, některé druhy však mohou být i devíticentimetrové. Jejich tělo je proporčně stavěno buďto jako u běžných žab, nebo je široké s úzkou hlavou; tato adaptace značí, že zvíře se živí mravenci nebo termity.
Parosničky mohou žít jak ve stromoví, tak na zemi (v tomto případě obyčejně žijí pod listovím a na povrch se vydávají, aby uchvátily potravu), existují i vodní druhy. Rozmnožovací způsoby těchto žab jsou velmi rozmanité. U některých druhů probíhá přímý vývoj bez stádia pulce.

## Podčeledi a rody
Čeleď zahrnuje největší počet rodů mezi všemi žábami, jedenáct podčeledí je tvořeno 61 rody s celkem 584 druhy.
- Adelastinae Peloso, Frost, Richards, Rodrigues, Donnellan, Matsui, Raxworthy, Biju, Lemmon, Lemmon, & Wheeler, 2015
  - Adelastes Zweifel, 1986
- Asterophryinae Günther, 1858
  - Aphantophryne Fry, 1917
  - Asterophrys Tschudi, 1838
  - Austrochaperina Fry, 1912
  - Barygenys Parker, 1936
  - Callulops Boulenger, 1888
  - Choerophryne Van Kampen, 1914
  - Cophixalus Boettger, 1892
  - Copiula Méhely, 1901
  - Gastrophrynoides Noble, 1926
  - Genyophryne Boulenger, 1890
  - Hylophorbus Macleay, 1878
  - Liophryne Boulenger, 1897
  - Mantophryne Boulenger, 1897
  - Metamagnusia Günther, 2009
  - Oninia Günther, Stelbrink & von Rintelen, 2010
  - Oreophryne Boettger, 1895
  - Oxydactyla Van Kampen, 1913
  - Paedophryne Kraus, 2010
  - Pseudocallulops Günther, 2009
  - Sphenophryne Peters & Doria, 1878
  - Xenorhina Peters, 1863
- Chaperininae Peloso, Frost, Richards, Rodrigues, Donnellan, Matsui, Raxworthy, Biju, Lemmon, Lemmon, & Wheeler, 2015
  - Chaperina Mocquard, 1892
- Cophylinae Cope, 1889
  - Anodonthyla Müller, 1892
  - Cophyla Boettger, 1880
  - Madecassophryne Guibé, 1974
  - Plethodontohyla Boulenger, 1882
  - Rhombophryne Boettger, 1880
- Dyscophinae Boulenger, 1882
  - Dyscophus Grandidier, 1872
- Gastrophryninae Fitzinger, 1843
  - Arcovomer Carvalho, 1954
  - Chiasmocleis Méhely, 1904
  - Ctenophryne Mocquard, 1904
  - Dasypops Miranda-Ribeiro, 1924
  - Dermatonotus Méhely, 1904
  - Elachistocleis Parker, 1927
  - Gastrophryne Fitzinger, 1843
  - Hamptophryne Carvalho, 1954
  - Hypopachus Keferstein, 1867
  - Myersiella Carvalho, 1954
  - Stereocyclops Cope, 1870
- Hoplophryninae Noble, 1931
  - Hoplophryne Barbour & Loveridge, 1928
  - Parhoplophryne Barbour & Loveridge, 1928
- Kalophryninae Mivart, 1869
  - Kalophrynus Tschudi, 1838
- Melanobatrachinae Noble, 1931
  - Melanobatrachus Beddome, 1878
- Microhylinae Günther, 1858
  - Glyphoglossus Gunther, 1869 "1868"
  - Kaloula Gray, 1831
  - Metaphrynella Parker, 1934
  - Microhyla Tschudi, 1838
  - Micryletta Dubois, 1987
  - Phrynella Boulenger, 1887
  - Uperodon Duméril & Bibron, 1841
- Otophryninae Wassersug & Pyburn, 1987
  - Otophryne Boulenger, 1900
  - Synapturanus Carvalho, 1954
- Phrynomerinae Noble, 1931
  - Phrynomantis Peters, 1867
- Scaphiophryninae Laurent, 1946
  - Paradoxophyla Blommers-Schlösser & Blanc, 1991
  - Scaphiophryne Boulenger, 1882